# Referendum a San Marino del 2008
Il Referendum sammarinese del 2008 è stato un referendum svoltosi a San Marino il 16 marzo 2008.
Il referendum proponeva quattro requisiti (2 abrogativi e 2 propositivi) che riguardavano l'abrogazione dei co.co.pro. e del lavoro interinale e sulla reintroduzione della scala mobile e sull'introduzione della preferenza unica.
I quesiti erano:
Il referendum venne respinto dalla maggioranza degli elettori.

## Affluenza alle urne
|                     | TOTALE | PERCENTUALE % | PERCENTUALE %       |
| ------------------- | ------ | ------------- | ------------------- |
| Iscritti alle liste | 31.819 | 100,00%       | SUL TOTALE ELETTORI |
| Votanti             | 11.251 | 35,36%        | SUL TOTALE ELETTORI |